# NGC 1096
NGC 1096 في الفهرس العام الجديد، هي مجرة، تقع في كوكبة الساعة (كوكبة). اكتشفت في 3 أكتوبر عام 1836، بواسطة جون هيرشل.

## روابط خارجية
- NGC 1096 على موقع ويكي سكاي: DSS2, SDSS, GALEX, IRAS, Hydrogen α, X-Ray, Astrophoto, Sky Map, Articles and images